# Калининградский янтарный комбинат
АО «Калининградский янтарный комбинат» — крупнейшее в мире и единственное в России предприятие, которое ведёт промышленную добычу янтаря, вблизи поселка Янтарный (ранее Пальмникен), где сосредоточено около 90 % мировых запасов янтаря возрастом около 50 миллионов лет.
Комбинат образован 21 июля 1947 года на базе Кёнигсбергской янтарной мануфактуры (наследие компании «Штантиен и Беккер»).
Указом Президента РФ Владимира Путина и Распоряжением «Росимущества» акции АО «Калининградский янтарный комбинат» переданы Государственной корпорации «Ростех» в качестве имущественного взноса Российской Федерации.
Ежегодно Янтарный комбинат добывает около 500 тонн сырья. Запасы янтаря — 116 000 тонн (согласно запасам, утверждённым Государственным комитетом запасов на Приморском и Пальмникенском месторождениях). Глубина залегания кровли янтароносного пласта на Приморском карьере — 55 м, мощность 5,5 м; глубина залегания кровли янтароносного пласта на Пальмникенском карьере 10 м, мощность 5 м. Утверждаемый годовой план добычи — от 250 до 350 тонн.

## История

### Прусский период
С приходом на Самбийский полуостров Тевтонского ордена сбор янтарного камня был взят под контроль государства. Возросший спрос на янтарь требовал увеличения его добычи. Камень стали не только собирать, но и ловить сачками в море.
В 40-е годы XVII века был образован янтарный цех в Кёнигсберге.
В конце XVII века в посёлок Пальмникен переводят из Гермау Янтарную палату. Он становится центром сбора янтаря. Здесь куски янтаря сортировали по размеру и качеству, а затем отправляли в Кёнигсберг на переработку.
В 1781 году около посёлка Синявино заложена первая шахта глубиной около 30 метров в целях промышленной добычи янтаря, но через несколько лет её закрыли.
В 1870 году фирма Stantien and Becker получила  контракт на проведение добычных работ на побережье в районах Варникен и Пальмникен. К концу этого десятилетия компании было выдано разрешение на проходку шахты в районе Пальмникен, и на этом месторождении, где впоследствии была построена фабрика по производству лаков, работало 900 человек. В 1883 году карьерные разработки фирмы составили 88 031 кг.
С помощью паровых и ручных землечерпальных машин велись раскопки морского дна в Куршском заливе (так называемая машинная добыча янтаря). С середины 70-х годов XIX вв. вновь вернулись к подземной добыче. В районе Пальмникена были заложены две шахты: первая — «Генриетта» — в 1873 году, вторая — «Анна» — в 1883 году (закрыта в 1922 году). Проходка шахт повлекла за собой строительство комплекса надшахтных сооружений, обогатительной фабрики, железной дороги и других служб. Янтарный рудник в Пальмникене эксплуатировали с 1875 года. Он давал ежегодно около 205 тонн янтаря.
В 1899 году германское государство выкупило права у Stantien and Becker. В 1912 году к северу от Пальмникена, в 1,5 км к востоку от моря был заложен глубокий — до 50 м — карьер для открытой разработки месторождения «Вальтер» (в 1916 году он стал собственностью Прусского горно-металлургического акционерного общества «Пройссаг»). Вскрышные работы производили многоковшовыми экскаваторами. Они же черпали голубую землю и загружали её в открытые вагоны электропоезда, который по наклонному пути следовал к обогатительной фабрике. Вскрышной породой заполняли выработанное пространство. Такой метод добычи янтаря просуществовал до 1944 года. Участок месторождения, получивший название Прикартерного, разрабатывали в течение 60 лет (до января 1972 г).
В феврале 1926 года пять крупных фирм из Данцига, Берлина и Кёнигсберга приняли решение о слиянии, став крупнейшей в мире Государственной янтарной мануфактурой (нем. Staatliche Bernstein-Manufaktur GmbH Koenigsberg i Pr.). Это было промышленное объединение, включавшее в себя в том числе пальмникенские заводы (добыча янтаря осуществлялась в посёлке Пальмникене, где происходила первичная обработка камня и находился плавильный цех) и янтарную фабрику. Первоначально «Пройссаг» имело 56 % акций мануфактуры, а к 1929 году увеличило свою долю до 100 %.
Янтарный завод в Пальмникене работал до 1945 года и в последние месяцы войны перепрофилирован с галантерейных товаров (мундштуки, расчёски, пуговицы) на выпуск военной продукции.

### Советский период
В годы Великой Отечественной войны карьер в Пальмникене был затоплен фашистами, а техника уничтожена, ликвидировано водопроводное и силовое хозяйство. После освобождения территории бывшей Восточной Пруссии советскими войсками добыча янтаря была не только восстановлена, но и технически усовершенствована.
Весной 1945 года район янтарных разработок оказался в ведении Земландской военной комендатуры. В списке пальмникенских промышленных предприятий, который составила комендатура 15 июня 1945 года, значились янтарный завод и фабрика эмалевых лаков. Не позднее 1 сентября 1945 года янтарное производство перешло к военторгу.
Единый комплекс по добыче и переработке янтаря «Комбинат № 9» был создан по Постановлению № 2599 Совета Министров СССР от 21 июля 1947 года «О мероприятиях по восстановлению янтарного комбината в Пальмникене Калининградской области» и передан в ведение МВД СССР. Уже в 1948 году было добыто 115 тонн янтаря. Кроме того, были введены в строй ремонтно-механический завод и фабрика янтарной смолы.
В 1953 году из системы МВД предприятие было передано тресту «Русские самоцветы». С 18 марта 1953 года — в подчинении у Министерства местной промышленности РСФСР. Одновременно произошло объединение комбината с Янтарным заводом в Приморье (последний постепенно переехал в п. Янтарный). Затем комбинат перевели из подчинения республиканского Министерства местной и топливной промышленности в ведение Калининградского совнархоза.
С 1957 года — Янтарный комбинат № 9 МВД СССР переименован в «Калининградский янтарный комбинат». С 31 декабря 1965 года осуществлён переход предприятия в ведение «Главювелирпрома» (затем — «Союзювелирпрома») Министерства приборостроения, средств автоматизации и систем управления СССР.
Ежегодно в 1970-х годах добывали 350—400 тонн янтаря, что составляло около 65 % всей мировой его добычи. В 1980-х — начале 1990-х на комбинате добывали 800—850 тонн янтаря в год.

### Постсоветский период
В 1993 году Калининградский янтарный комбинат приватизирован и преобразован в АООТ «Русский янтарь», через три года — в ОАО «Русский янтарь». На основании решения от 14 марта 1996 года Калининградского областного суда Распоряжение Комитета по управлению имуществом Калининградской области от 30 июня 1993 года № 358-р признано недействительным, поскольку комбинат мог быть приватизирован только по решению Правительства Российской Федерации, поэтому 28 октября 1996 года вновь преобразован в Государственное унитарное предприятие «Калининградский янтарный комбинат». В ноябре 1996 года Калининградский янтарный комбинат включён в перечень государственных унитарных предприятий и в 2001 году передан в ведение Министерства финансов Российской Федерации.
В 2003 году на комбинате было введено внешнее управление. К 2007 году предприятие рассчиталось с кредиторами, и 2 ноября 2007 года дело о банкротстве ГУП «Калининградский янтарный комбинат» было прекращено. Общие объёмы производства в 2011 году составили около 800 млн руб. Ежегодная добыча составила около 340 тонн янтарного сырья.

### Комбинат сегодня
26 декабря 2014 года начата процедура преобразования ГУП в Акционерное общество. 17 февраля 2015 года преобразование в АО «Калининградский янтарный комбинат» зарегистрировано в Межрайонной инспекции ФНС России по Калининградской области.
Чистая прибыль комбината в 2013 году составила 42,7 млн руб., в 2014-м — 8,2 млн руб. Объём инвестиций в 2015 году составил 16,5 млн рублей. Ключевые показатели комбината за 9 месяцев 2015 года: выручка — 854,5 млн руб., продано 238 368 кг янтаря-сырья (на 692,8 млн руб.), численность сотрудников — 413 чел.
По итогам 2015 г. комбинат увеличил чистую прибыль до 143 млн руб. В 2015 г. выручка комбината составила 1,3 млрд руб., объемы продаж янтаря-сырца — до 310 тонн (в 2014 г. показатель зафиксирован на уровне 301,9 тонн). Налоговые отчисления в бюджеты всех уровней по итогам 2015 г. составили 294 млн руб. (240 млн руб в 2014 году). Общий объем добычи янтаря достиг 313 тонн, что на 69 т превышает показатель 2014 г. (244 тонн).

## Деятельность
Основной профиль предприятия — добыча и промышленная переработка янтаря на крупнейшем в мире Пальмникенском и Приморском месторождениях янтаря-сукценита в Калининградской области. Добыча является первым звеном в работе комбината. Она ведётся открытым карьерным способом и представляет собой сложное высокомеханизированное производство.

### Технологии
Стремясь сохранить природную структуру каждого, даже маленького кусочка янтаря, технологи комбината создали специальные обкаточные барабаны, где янтарь, освобождаясь от избыточной корки окислов, выявляет свою природную красоту. Эта технология повысила процент выхода годного янтаря за счёт сокращения отходов, образовывавшихся ранее за счёт сплошной обколки, обдирки, опиловки, обточки и огранки каждого куска.

### Продукция
В первые послевоенные годы и даже вплоть до конца пятидесятых годов Калининградский янтарный комбинат из конечной продукции в основном производил броши (жуки и пауки, виноградные гроздья, подкрашенные ягоды и др.); ожерелья, собранные из янтарных капель причудливых форм; браслеты с выпуклыми неодинаковыми полулунками и другие изделия.
Наряду с художественными произведениями комбинат вырабатывал янтарный лак, янтарное масло, янтарную кислоту. На это уходил янтарь, непригодный для художественных изделий.
В настоящее время основная продукция комбината — янтарь-сырец. Ювелирные украшения, содержащие янтарь, изготавливает 100 % дочернее предприятие комбината — АО «Янтарный Ювелирпром».

### Известные художники
В 1951 году создана экспериментальная художественная мастерская, в задачу которой входила разработка новых моделей украшений. В ней работали Б. Громов, Ю. Толкнов и др. мастера. В 1958 году лучшими образцами массовой продукции были признаны разработанные в художественной мастерской броши «Овальная», «Прямоугольная», «Паук», «Жук» и др. В 1950-е художниками комбината были изготовлены и несколько крупногабаритных массивных изделий, например, модель атомного ледокола «Ленин». Она была создана ведущим художником Альфредом Меосом (главный художник комбината в 1959—1963 гг.), М. Беловым, Г. Горшковым, Б. Громовым, Александром Квашниным (главный художник комбината в 1967—1969 гг.), Эрнестом Абрамовичем Лисом (главный художник в 1992—2003 гг.), В. Митяниным и вручена Президенту США Дуайту Эйзенхауэру (копия модели хранится в Калининградском областном музее янтаря).
Янтарь с включениями-инклюзиями мог считаться «браком», так как не выдерживал норм ОТК. От этого удалось уйти во многом благодаря работам таких художников комбината, как А. Квашин, Э. Лис, С. Бениславский, В. Митянин, А Попов, А. Ярошенко и др. В 1966 году почти 50 % изделий выполнялось из прессованного янтаря. Шагом вперёд стало сохранение камней неправильной, естественной формы при использовании их в украшениях, также увеличение внимания к мелким янтарям.
Продолжают традиции художников комбината сотрудники производства ювелирных изделий и бижутерии с применением янтаря в янтарном цехе АО «Янтарный Ювелирпром» (на базе Цеха мелкосерийной и уникальной продукции, открытого в 1968 году).

#### Галерея художественных работ
- Н. Николаева, шкатулка «Пушкин и няня», 1956 год.
- Ю. Т. Толокнов, М. Белов, янтарная шкатулка в технике филигрань, 1959 год.
- Ф. А. Красавцева, «Матрёшка», 1973 год; Н. Г. Жутикова, «Арапчонок», 1970 год.
- Ирина Гнатенко. «Янтарная бабочка на цветке», 1980-е годы.
- Михаил Матвеев, «Цветочная ваза», 1990-е годы.
- Эрнест Абрамович Лис, «Козерог» (1990-е годы).
- Светлана Алексеевна Терещенко, «Пантера», 1990-е.
- Фаина Красавцева. Украшения из серебра с янтарём, 1990-е.
- Эрнест Абрамович Лис, Гарнитур «Зыбь»,  1995 год.
- Эрнест Абрамович Лис, «Рождение Венеры», начало 2000-х.
- Нина Алексеевна Титова, янтарная диадема «Мисс студенчество янтарного края 2014».

### Социальная ответственность
В октябре 2014 года открылась лечебная сенсорная комната «Янтарик» ФГБУ ДПНС «Теремок» Минздрава РФ в городе Зеленоградске. Необходимое количество янтаря для её оборудования безвозмездно передано Янтарным комбинатом. С момента открытия по август 2015 года лечебные занятия посетили 1448 человек, в том числе 756 детей, из которых 453 ребенка раннего и дошкольного возраста.
Ежегодно комбинат проводит Всероссийский конкурс детского рисунка «Я люблю янтарь».

### Промышленный туризм
На территории комбината находится демонстрационный зал (музей), где собраны исторические сведения о добыче янтаря и представлена коллекция янтарных находок и художественных изделий предприятия. На Приморском месторождении оборудована обзорная площадка, где можно наблюдать за работой в карьере с высоты 50 м.

### Научная деятельность
Научные исследования на Янтарном комбинате велись практически с момента его создания. В лабораториях комбината и его партнеров исследовали свойства янтаря и голубой глины, разрабатывали новые методы переработки янтаря. Обсуждению янтарных художественных изделий в 1966 году была посвящена организованная Министерством культуры РСФСР и Союзом художников специальная конференция.
1 июля 2010 года была создана Лаборатория технологий переработки янтаря. Сегодня научная лаборатория АО «Калининградский янтарный комбинат» ведет исследования по следующим направлениям:
- Разработка новых технологий переработки мелких фракций янтаря.
- Разработка технологий производства композитных изделий и отделочных материалов, в том числе с использованием янтаря.
- Исследование наноструктурных свойств янтаря, его воздействие на биологические объекты и человека.
- Исследование свойств «голубой глины» и глауконита, возможности создания из них новых продуктов.
- Исследование экологических последствий работы комбината, его воздействие на Балтийское море и окружающий ландшафт.

С 6 по 8 октября 2016 года состоится «Первый экономический форум янтарной отрасли Российской Федерации 2016» в городе Светлогорске Калининградской области. Мероприятие организует АО «Калининградский янтарный комбинат» при поддержке госкорпорации «Ростех» и правительства региона.

### Показатели деятельности
Финансовые показатели (по РСБУ):
|                                        | 2013    | 2014      | 2015 (ГУП+АО) | Изменение 2015 к 2014 г., % |
| -------------------------------------- | ------- | --------- | ------------- | --------------------------- |
| Доведено янтаря, кг.                   | 275 840 | 244 040   | 313 700       | + 28,5 %                    |
| Выручка, тыс руб.                      | 868 620 | 1 032 901 | 1 347 480     | + 30,5 %                    |
| Чистая прибыль, млн руб.               | 42,80   | 8,20      | 143,70        | + 1652,4 %                  |
| Объем налоговых перечислений, тыс руб. | 188 889 | 239 628   | 294 045       | + 22,7 %                    |
| Средняя заработная плата, тыс руб.     | 36      | 41,7      | 45,5          | + 9,1 %                     |
| Средняя численность, чел.              | 356     | 383       | 413           | + 7,8 %                     |
| Средний возраст, лет                   | 46      | 44,6      | 44,3          |                             |

## Собственники и руководство
Согласно реализации Указа Президента РФ акции АО «Калининградский янтарный комбинат» переданы Государственной корпорации «Ростех» в качестве имущественного взноса Российской Федерации.
С 2013 года генеральным директором предприятия является Михаил Иванович Зацепин.

## Дочерние и зависимые организации
- Предприятие владеет 100 % акций АО «Янтарный Ювелирпром» (англ. Yantarny Yuvelirprom, JSC; основано в 2004-м году), которое занимается серийным производством и реализацией ювелирных изделий и полуфабрикатов из янтаря. Также предприятие производит сувенирную продукцию и изделия из недрагоценных металлов с применением янтаря[55]. Ключевые показатели АО «Янтарный Ювелирпром» за 9 месяцев 2015 года: объем продаж — 76 314 шт.; численность сотрудников — 182 чел.; обновление производственной базы — 9,2 млн руб.; объем налоговых перечислений — 56,4 тыс. руб.[36]
- Обособленное подразделение Малышева (посёлок Малышева Свердловской области) — единственное в России предприятие по промышленной добыче изумрудов и бериллов. За 8 месяцев 2014 года на месторождении было добыто более 32 тысяч тонн руды, переработано более 24 тысячи тонн[56][57].

## Награды
- Почётный знак Российской Федерации «За успехи в труде» (29 апреля 2022 года) — за достигнутые высокие показатели в производственной деятельности[58].

## В филателии
В 2022 году были выпущены почтовые марки, посвящённые Калининградскому янтарному комбинату. Изделия из янтаря.
- «Гнездо» (1999)
- «Гранат» (2005)
- «Щелкунчик» (2010)
- «Кивер» (2014)

## Галерея
- Янтарь в голубой земле
- Гидромонитор размывает голубую землю
- Сувенирный янтарь (каплевидный 100 гр)
- Янтарь поделочный (2,5-5 гр)
- Полированный сувенирный янтарь (длина 80 мм)
- Образцы поделочного камня
- Янтарная люстра
- Карта Калининградской области из янтаря, сделанная в послевоенное время
- Современная карта России, изготовленная на Калининградском янтарном комбинате
- Янтарь плавленый
- Приморский карьер Янтарного комбината